# Helioscentret
Helioscentret var det første danske behandlingssted for alkoholikere, som benyttede sig af minnesotamodellen. Minnesotamodellen bygger på AA, Anonyme Alkoholikere, hvis motto er "en dag ad gangen". Helioscentret blev grundlagt i 1985 0g lukkkede i 2011. Det lå i den lille by Hyllested ved Ebeltoft på Djursland.
| Socialt arbejde | Spire Denne artikel om socialt arbejde er en spire som bør udbygges. Du er velkommen til at hjælpe Wikipedia ved at udvide den. |